# Henriette May

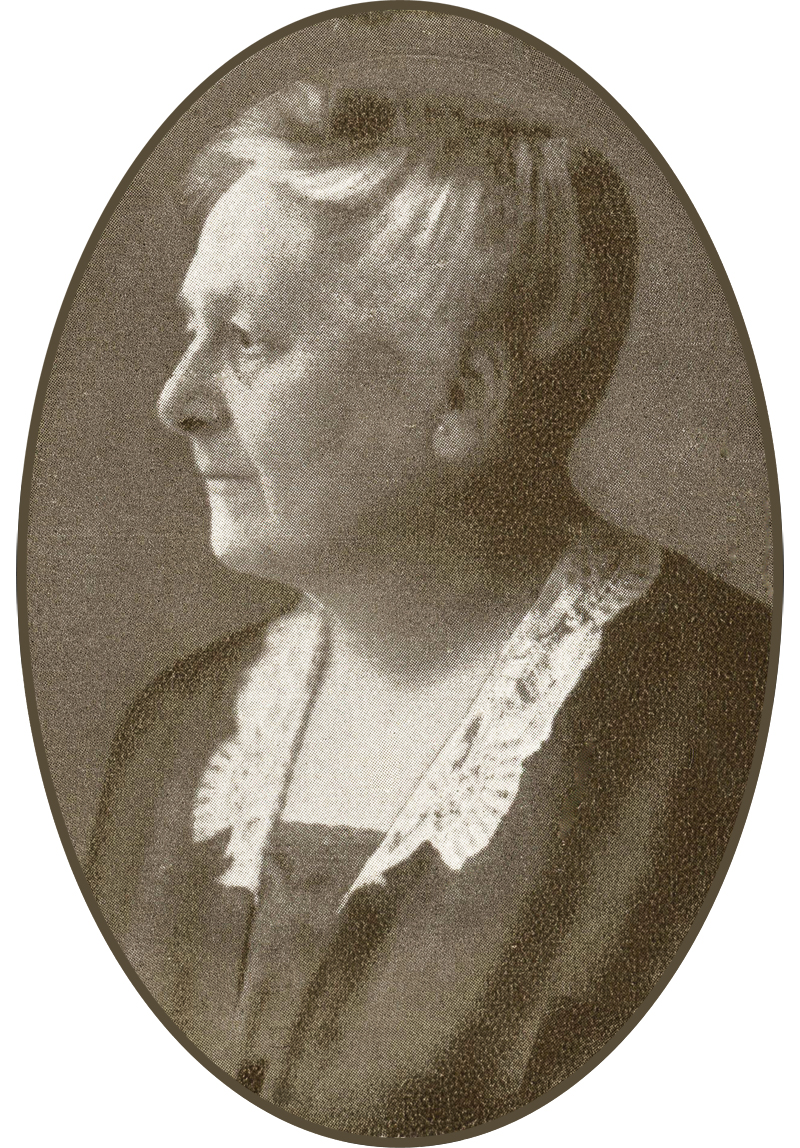
Henriette May. 1920's, (Schwadron Porträt-Sammlung, The National Library of Israel)

Henriette May, geb. Lövinson (* 25. März 1862 in Berlin; † 14. Mai 1928 ebenda) war eine deutsche Frauenrechtlerin und Lehrerin jüdischer Herkunft. Sie machte sich um die Soziale Arbeit verdient.

## Leben
Sie wurde in eine kinderreiche und religiös-humanitär geprägte Familie hineingeboren. In ihrer Heimatstadt besuchte sie die Königliche Augusta-Schule und anschließend das Lehrerinnenseminar. Danach war sie als Hauslehrerin und Erzieherin in Berlin und London tätig.
1890 heiratete Henriette Lövinson den Prokuristen Max May, der später Direktor einer Malzfabrik wurde. Da die Ehe kinderlos blieb, suchte die über 30-jährige, wie so viele andere Frauen des Bürgertums, nach einer sinnvollen außerhäuslichen Beschäftigung. Sie wurde Mitglied der Gesellschaft für ethische Kultur. Henriette May arbeitete eng mit Jeanette Schwerin zusammen und wurde Mitarbeiterin von Alfred Levy. Mit letztgenanntem veröffentlichte sie die erste Publikation über die bestehenden Wohlfahrtseinrichtungen von Groß-Berlin.
Immer wieder rief sie die deutschen jüdischen Frauen zu politischer Aktivität und Mitarbeit auf. Demzufolge schien ihr die Organisierung jüdischer Frauen unabdingbar. Neben Bertha Pappenheim, die als aktive Feministin gewissermaßen das soziale Gewissen der deutschen Juden personifizierte, und Sidonie Werner gehörte sie zu den Mitbegründerinnen des Jüdischen Frauenbunds (JFB), der 1904 ins Leben gerufen wurde. Bis zu ihrem Tod blieb sie Schriftführerin in der Organisation. Henritte May gründete in Berlin noch den Verein Israelitisches Lehrerinnenheim, der sich dem JFB anschloss, sowie ein Altersheim für jüdische Frauen. In beiden Institutionen war sie Vorstands- und Kuratoriumsmitglied.
Als ehemalige Lehrerin sorgte sie sich vor allem über die hohe Arbeitslosigkeit bei jüdischen Lehrerinnen in der Zeit vor dem Ersten Weltkrieg. Sie drängte den JFB und die deutsche Frauenbewegung, jene Vorurteile zu bekämpfen, die dieses Problem verursacht hätten.
Neben Bertha Pappenheim, Siddy Wronsky u. a. gehörte sie 1917 zu den Mitbegründern der Zentralwohlfahrtsstelle der deutschen Juden. Dort bekleidete sie das Amt der Schatzmeisterin. Henriette May engagierte sich noch in vielen weiteren Vereinen und Organisationen. Sie war u. a. Mitglied der Wilmersdorfer Wohlfahrtskommission, in Freiwilligen Erziehungsbeirat für schulentlassene Waisen, im Verein für Hauspflege, der Zentrale für private Fürsorge der Interkonfessionellen Bahnhofsmission, in der Gesellschaft zur Förderung des Handwerks und der Landwirtschaft unter den Juden, im Deutschen Nationalkomitee zur Bekämpfung des Mädchenhandels sowie im Centralverein deutscher Staatsbürger jüdischen Glauben, wo sie sich insbesondere für die Erziehung und Berufsausbildung ukrainischer Pogromkinder kümmerte.
Ihre letzte Ruhestätte fand Henriette May auf dem jüdischen Friedhof in Berlin-Weißensee.

## Schriften
- Die Wohlfahrtseinrichtungen von Gross-Berlin, Berlin o. J.